# Sint-Salvatorkerk (Holler)

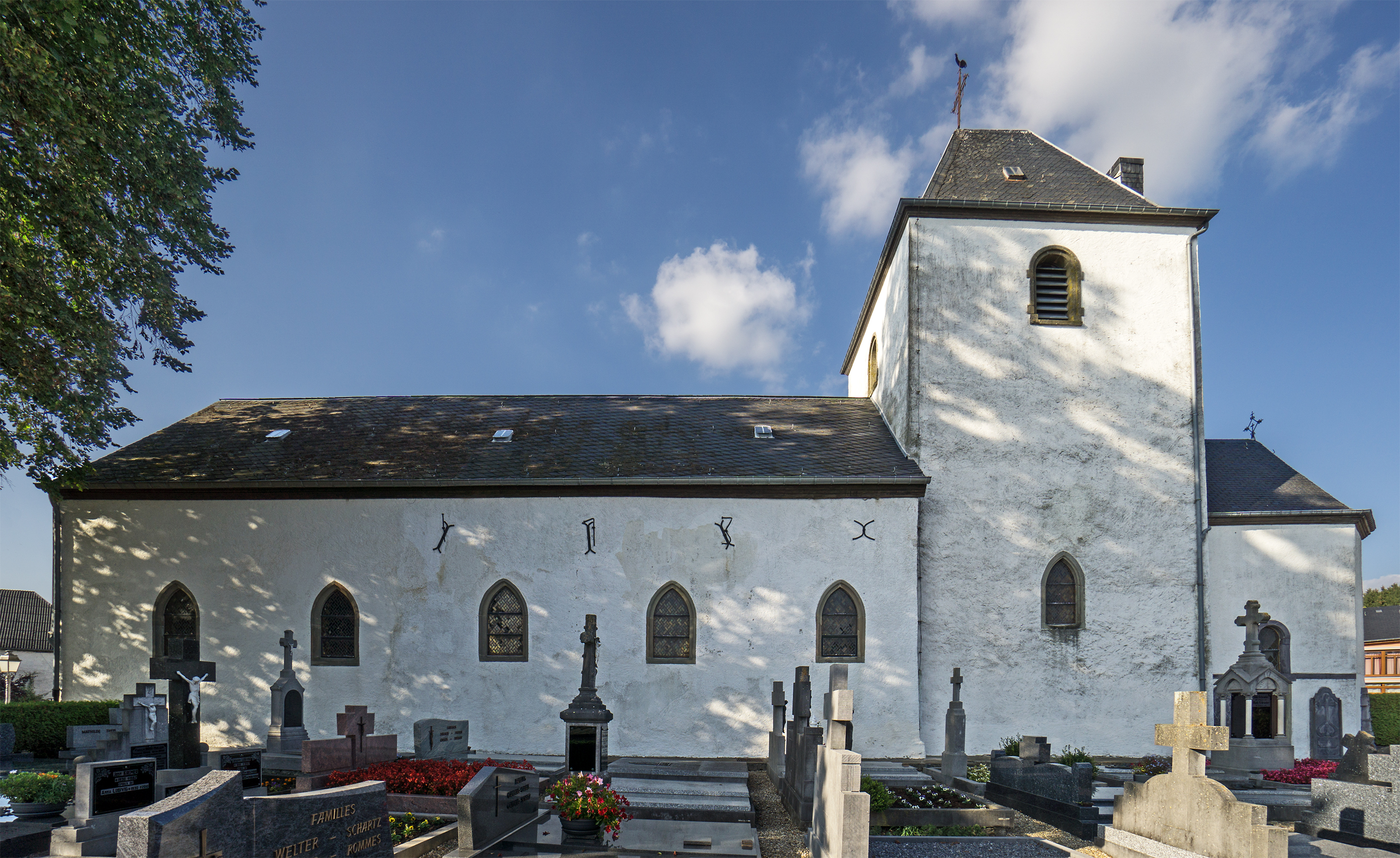
Sint-Salvatorkerk

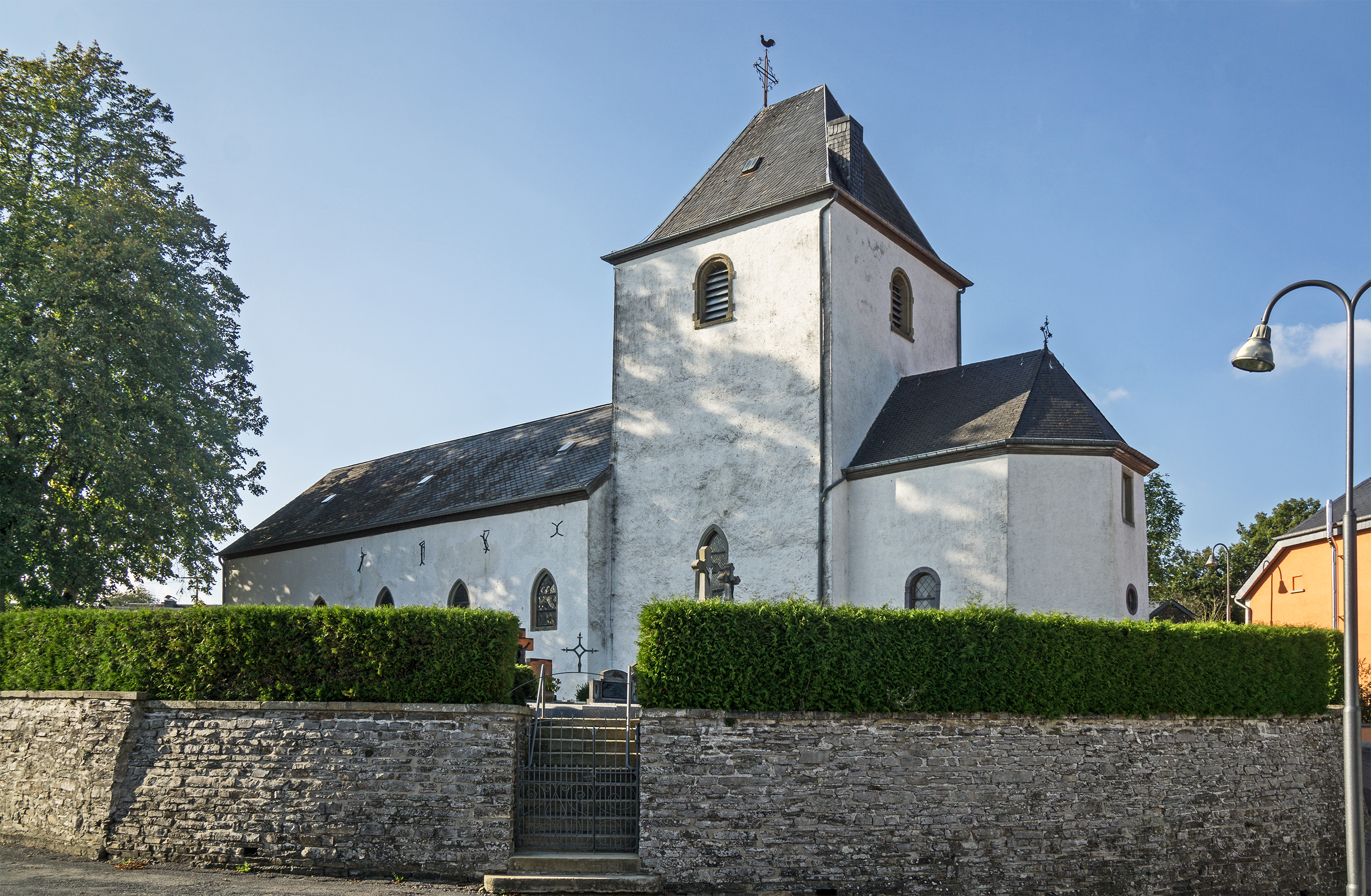
Westgevel van de kerk

De Sint-Salvatorkerk is een kerkgebouw in Holler in de gemeente Weiswampach in Luxemburg. De kerk staat midden in het dorpje met rond de kerk het kerkhof.
De kerk is gewijd aan Sint-Salvator.

## Geschiedenis
In de middeleeuwen werd het kerkje gebouwd, het koor dateert uit de 12e eeuw.
In 1859 werd de kerk voor de tweede keer naar het westen uitgebreid naar het ontwerp van architect Charles Arendt.
In 20e eeuw werd aan de oostzijde een sacristie aangebouwd.
In 2011 voltooide men een restauratie waarbij fresco's uit de 12e eeuw tevoorschijn kwamen.
Sinds 2012 wordt de kerk beschermd als nationaal monument.

## Opbouw
Het witte georiënteerde kerkgebouw is in romaansgotische bouwstijl opgetrokken en bestaat uit een schip met vijf traveeën, een vierkanten toren met ingesnoerd zadeldak met een koor en sacristie.